# Saint-Christophe-à-Berry
 Saint-Christophe-à-Berry  es una población y comuna francesa, en la región de Picardía, departamento de Aisne, en el distrito de Soissons y cantón de Vic-sur-Aisne.

## Demografía
| 354 | 350 | 349 | 335 | 340 | 347 |
| Para los censos de 1962 a 1999 la población legal corresponde a la población sin duplicidades (Fuente: INSEE [Consultar]) |     |     |     |     |     |